# Adam Clark

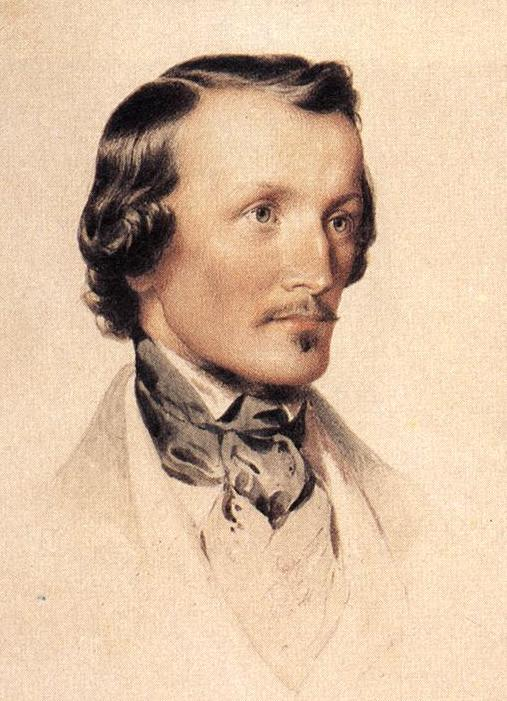
Porträt Adam Clarks von Miklós Barabás

Adam Clark (ungarisch Clark Ádám; geb. 14. August 1811 in Edinburgh; gest. 23. Juni 1866 in Buda) war ein schottischer Brückenbau-Ingenieur, der vor allem für seine Arbeit in Budapest bekannt ist.

## Biographie
Clark wuchs in Edinburgh auf und machte seine Ausbildung bei den Ingenieurbüros Darling & Hume und G. Manwaring. 1834 entsandte ihn die Firma Hunter & English zum ersten Mal nach Pest-Buda, das heutige Budapest. Dort beaufsichtigte er den Bau eines neuen Baggerschiffs für die Donauregulierung, das István Széchenyi für die österreichische Regierung in Auftrag gegeben hatte. Nach zwei Jahren kehrte er wieder nach Schottland zurück.
Ab 1839 war Adam Clark für den englischen Ingenieur William Tierney Clark (nicht verwandt) tätig. Dieser war im Mai desselben Jahres als leitender Ingenieur mit dem Bau der Kettenbrücke zwischen Buda und Pest beauftragt worden, konnte aber nur wenige Wochen pro Jahr in Pest verbringen. Adam Clark übernahm daher die Aufgabe des Resident Engineers, der die Ingenieursarbeiten vor Ort beaufsichtigte. Die folgenden zehn Jahre widmete sich Clark fast ausschließlich dem Bau der Brücke, die im November 1849 eröffnet wurde. Daneben war er ab 1847 auf Initiative Széchenyis hin Berater der Nationalen Verkehrskommission und 1848 des Verkehrsministeriums. Während der ungarischen Revolution 1848/49 setzte sich Clark zweimal entscheidend für den Erhalt der Kettenbrücke ein.
1850 wurde Clark von der ungarischen Regierung mit dem Bau des Burgtunnels, der unter dem Burgviertel hindurchführt, beauftragt. Die Arbeiten dauerten von 1853 bis 1856, ein Jahr später wurde der Tunnel auch für Pferdefuhrwerke freigegeben. Anschließend arbeitete Clark an kleineren Aufträgen.
Er heiratete 1855 die Ungarin Irma Áldásy, mit der er drei Kinder hatte. Sein Enkel György Hajós war ein bedeutender Mathematiker. Adam Clark starb im Alter von 54 Jahren in seinem Haus in der Wasserstadt in Buda, an dessen Stelle sich heute der Südflügel des Burggarten-Basars befindet. Eine Gedenktafel erinnert dort (Ybl Miklós tér 6) an Clark. Er wurde im Familiengrab der Áldásys auf dem Friedhof an der Fiumer Straße in Pest beigesetzt.

## Werk

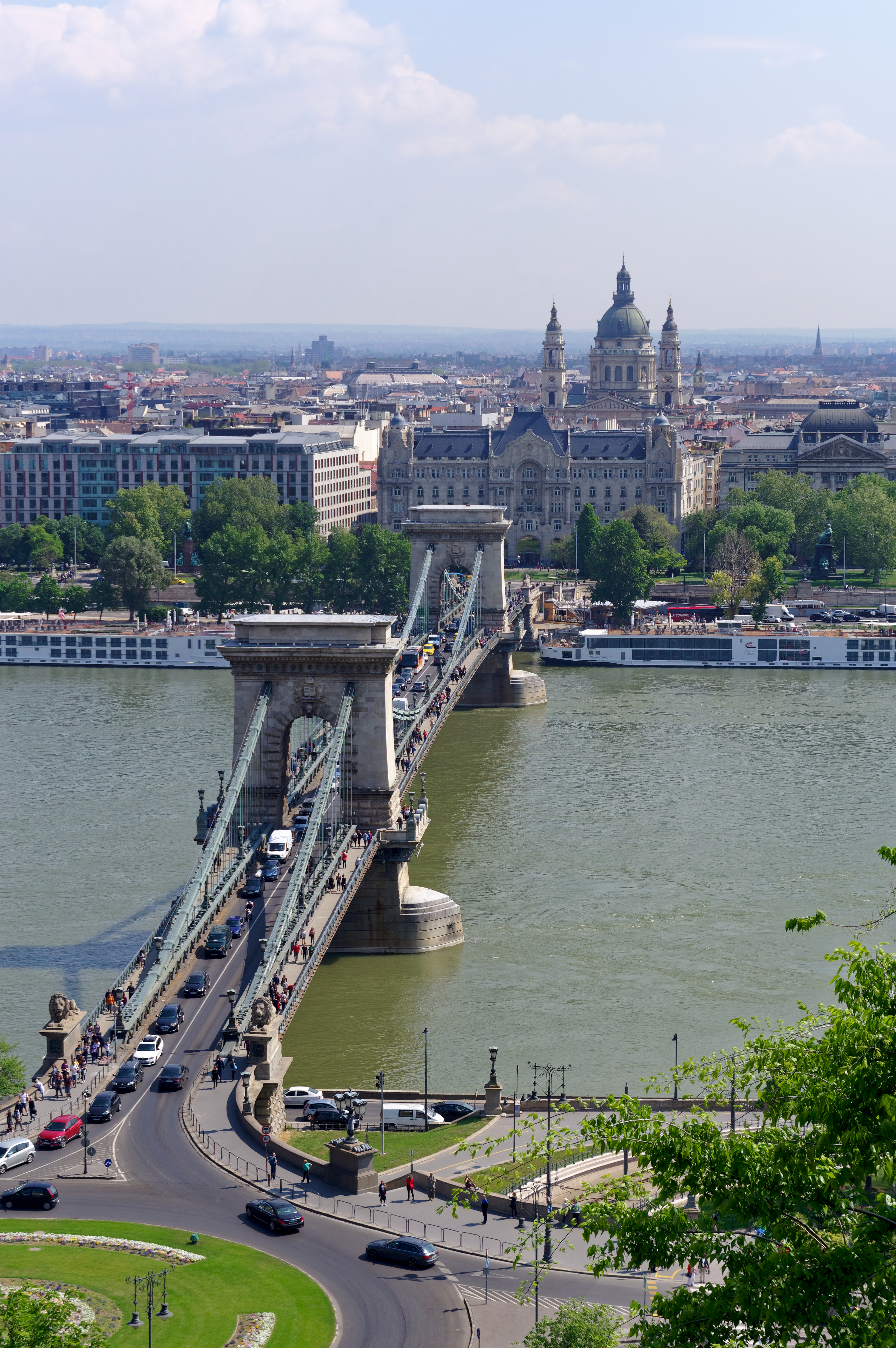
Kettenbrücke vom Burgviertel aus gesehen, mit dem Clark Ádám tér im Vordergrund

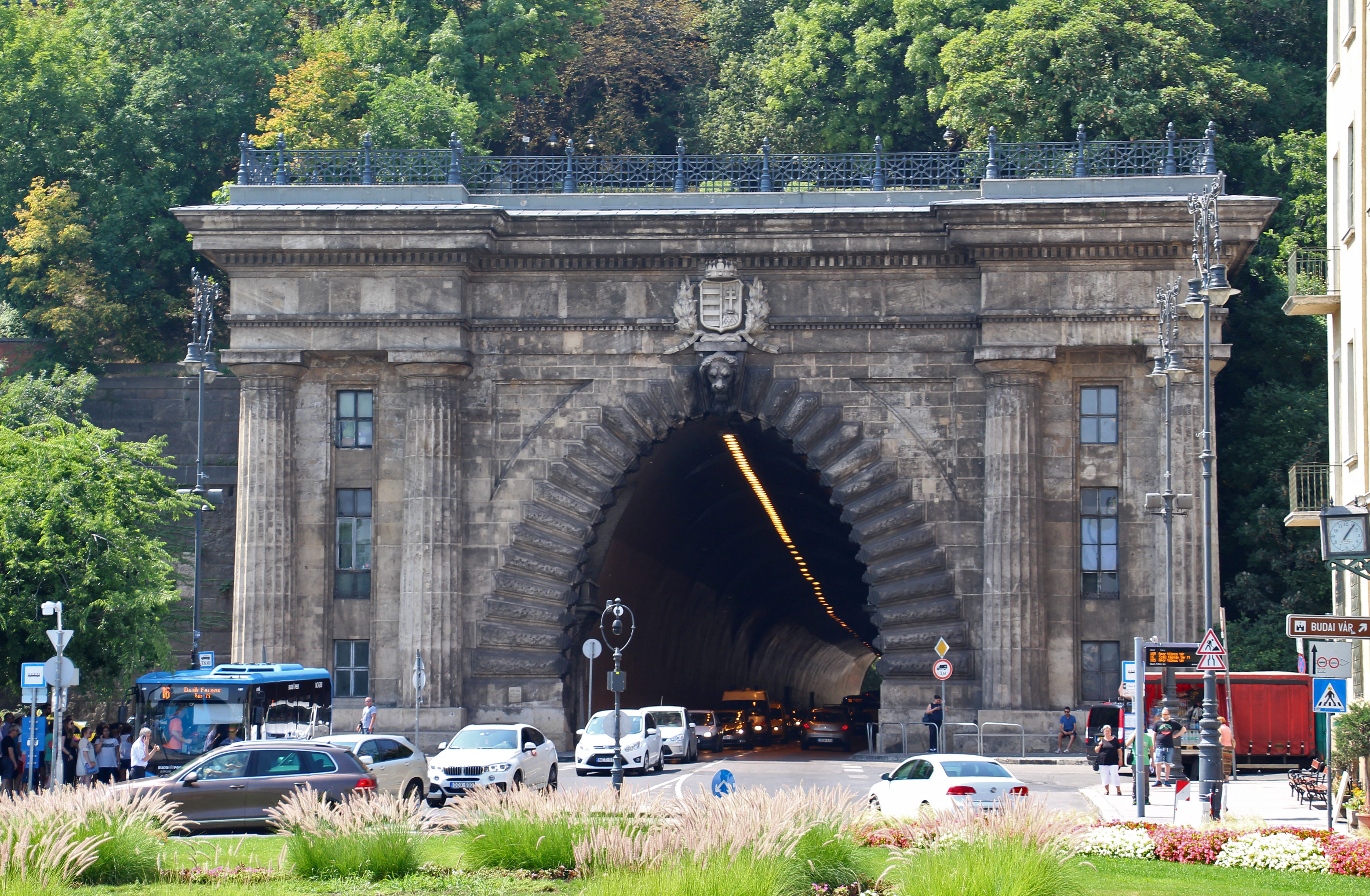
Ostportal des Burgtunnels

Clarks bedeutendstes Werk ist die Kettenbrücke, deren Bau er beaufsichtigte. (Der Entwurf stammte von seinem Vorgesetzten William Tierney Clark.) Die Kettenbrücke zählte mit einer mittleren Stützweite von 202 Metern zum Zeitpunkt ihrer Eröffnung zu den längsten Brücken der Welt und musste an zahlreiche natürliche Gegebenheiten wie die Tiefe der Donau, eine starken Strömung und die Ansammlung von Eis angepasst werden. Für die vier Kofferdämme wurden beispielsweise 5000 Holzpfähle verwendet; die Beschaffung dieses Baumaterials aus Slawonien und Tirol beaufsichtigte Clark persönlich.
Kurz vor dem Ende des Baus brach im März 1848 die ungarische Revolution aus, der Clark positiv gegenüberstand. Ende des Jahres überquerte die Armee Lajos Kossuths mit etwa 70.000 Soldaten und 300 Geschützen bei ihrem Rückzug die provisorisch mit Planken abgedeckte Brücke, die zu diesem Zeitpunkt noch nicht fertiggestellt war, aber den hohen Belastungen standhielt.
In der Endphase der Revolution 1849 wurde Adam Clark zum „selbsternannten Hüter der Brücke“. Im Frühjahr erfuhr er, dass die Österreichische Armee die Sprengung der Kettenbrücke plante, um die Aufständischen in Pest am Überqueren der Donau zu hindern. Er flutete die Ankerkammern und zerstörte die Pumpen, um den Schaden bei einer Explosion zu minimieren. Die Detonation eines von vier Schwarzpulver-Kanistern verursachte schließlich nur leichte Schäden.
Auf der anderen Seite gab General Henryk Dembiński, der die revolutionäre Armee anführte,  im Juni 1849 die Anweisung zur Zerstörung der Kettenbrücke, um die Österreicher an der Querung von Buda nach Pest zu hindern. Clark traf sich daraufhin persönlich mit Dembiński und überzeugte ihn, dass eine 25 Meter breite Lücke ausreiche, um die Überquerung zu verhindern. Die entfernten Bauteile konnten nach dem Ende der Revolution schnell wieder angebracht werden.

## Rezeption und Nachwirkung
Clarks persönlicher Einsatz für die Kettenbrücke und seine starke Bindung zu Ungarn ließen ihn in Ungarn „zu einer Art Volksheld“ werden, während er in seiner Heimat Schottland kaum bekannt ist. Im Jahr 1912 wurde der Platz zwischen der Kettenbrücke und dem Burgberg-Tunnel zu seinen Ehren Clark Ádám tér (Adam-Clark-Platz) benannt. Während er im stalinistischen Ungarn der 1950er Jahre durch seine Verbindungen zur Aristokratie weniger hoch angesehen war, wurde sein Ruf von späteren kommunistischen Regierungen wiederhergestellt.
Ein 1980 eingeweihter Schwimmkran, der unter anderem am Bau der Árpádbrücke und an der Bergung der Hableány beteiligt war, trägt ebenfalls den Namen Clark Ádám. Im Jahr 2011 gab die Ungarische Nationalbank anlässlich Clarks 200. Geburtstags eine 5000-Forint-Gedenkmünze heraus.

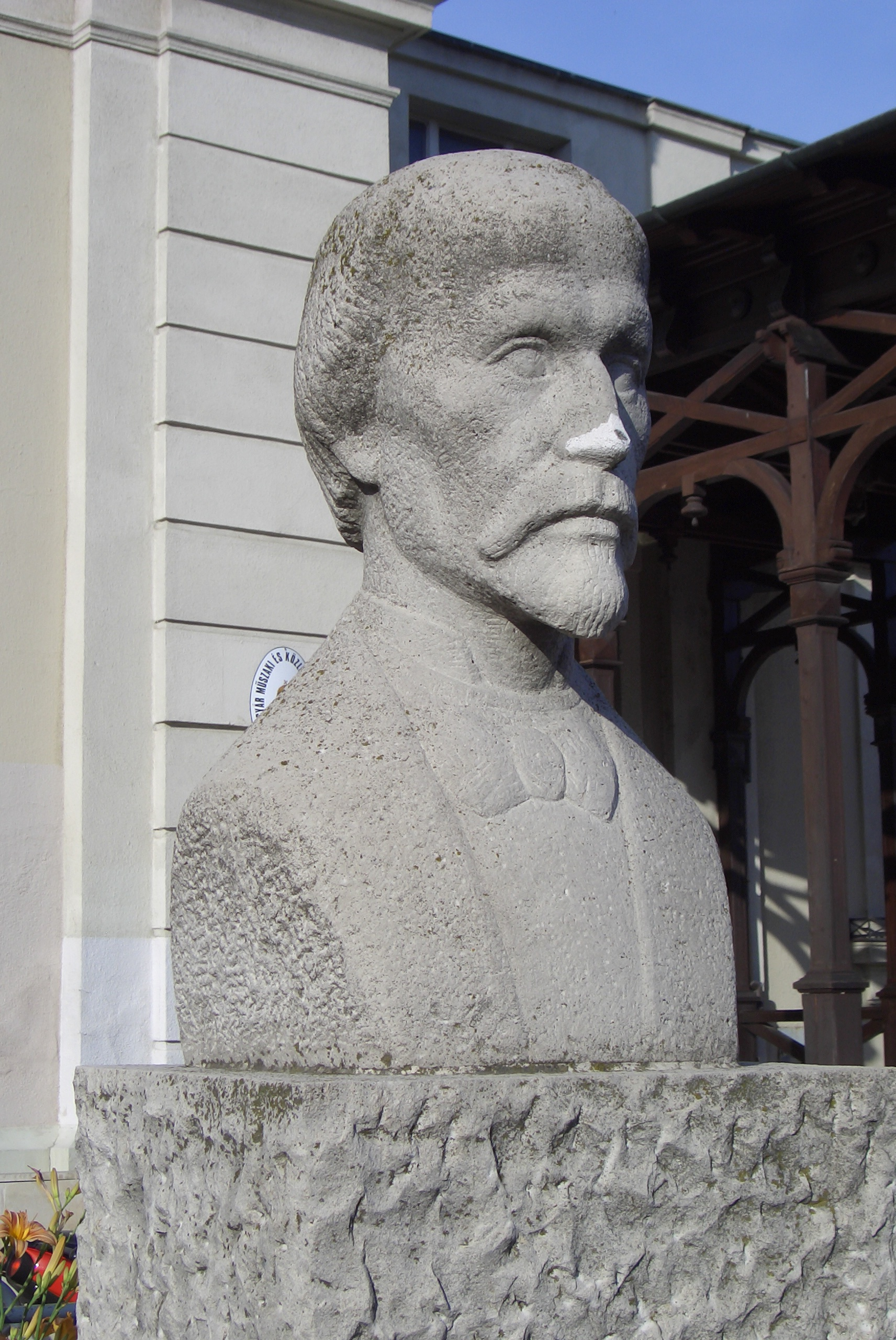
Büste Adam Clarks im Stadtwäldchen
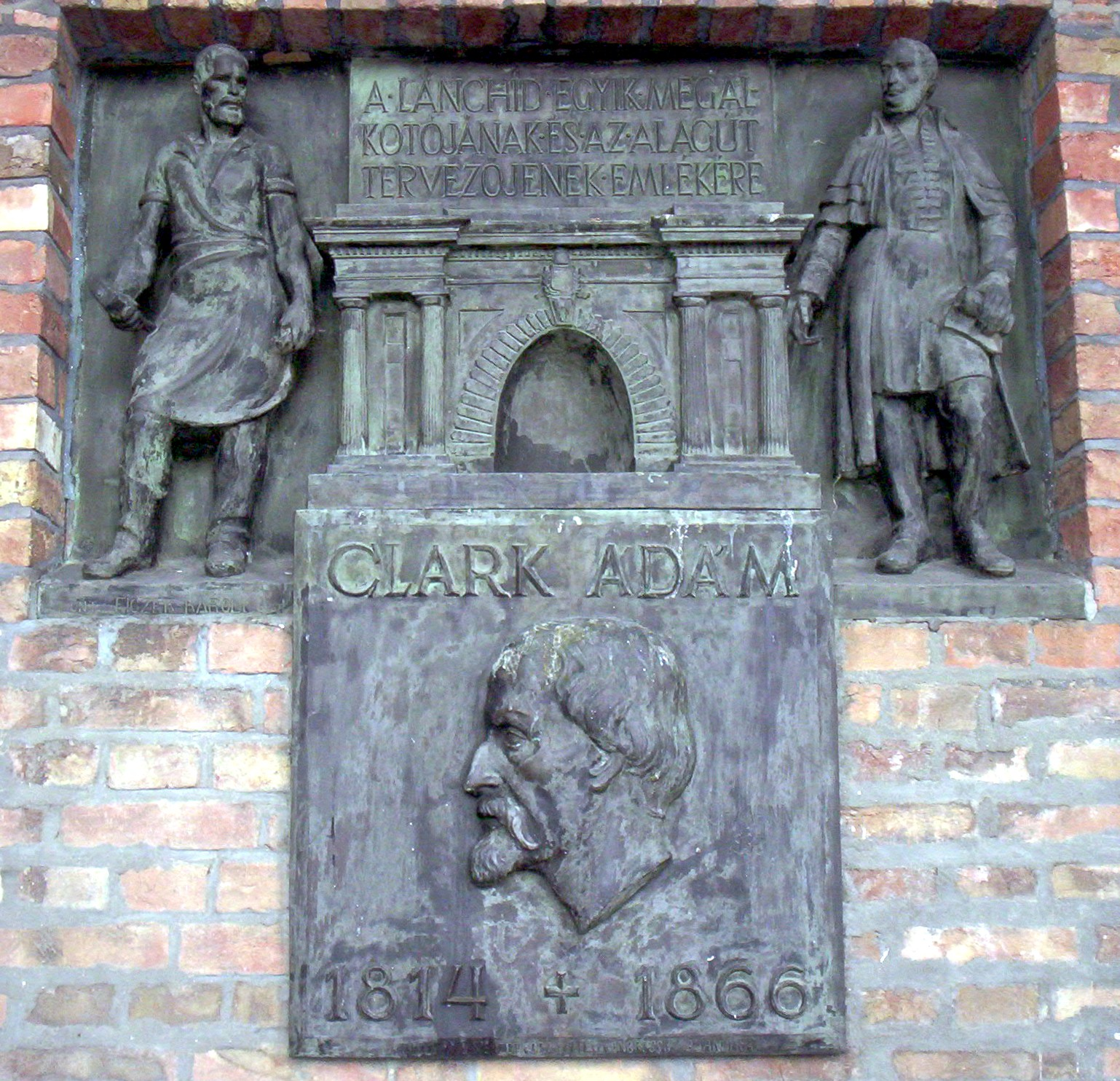
Gedenkplatte für Adam Clark in Szeged von 1931
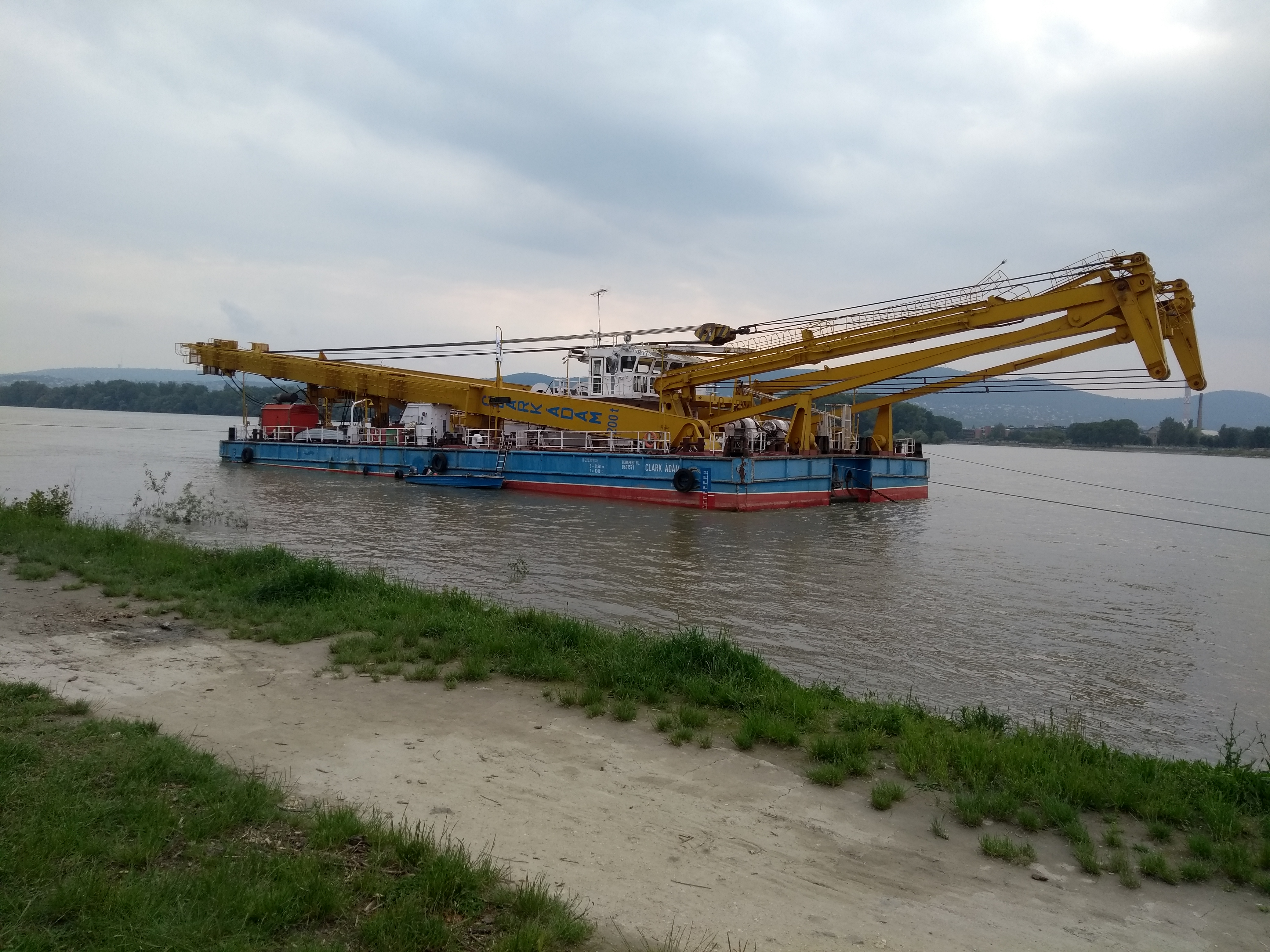
Schwimmkran Clark Ádám (2019)
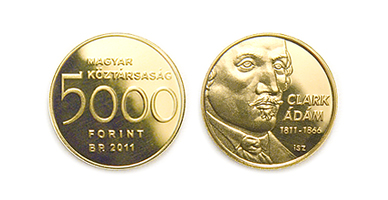
Goldmünzen (5000 Forint) in Gedenken an Adam Clark von 2010